# Autorité de l'aviation civile

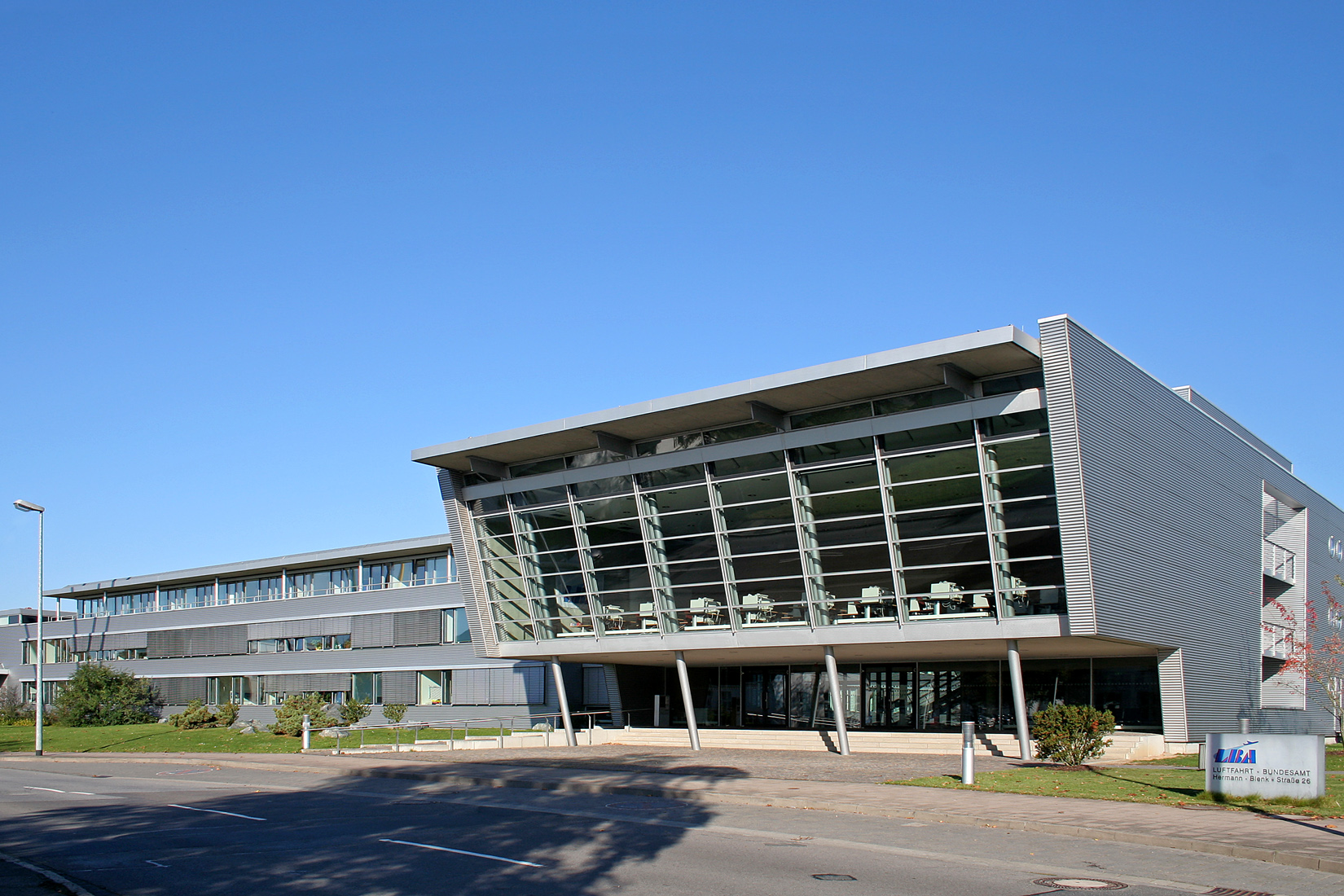
Image de l'office fédéral allemand de l'aviation civile (LBA), en 2007.

L'autorité de l'aviation civile est un organisme national ou supranational chargé de réglementer et contrôler l'aviation civile.

## Rôle
L'autorité de l'aviation civile réglemente:
- la conception et la construction des aéronefs ;
- la maintenance des aéronefs ;
- les opérations des compagnies aériennes ;
- la formation du personnel navigant ;
- les infrastructures aéroportuaires ;
- le contrôle de la circulation aérienne.

Les enquêtes en cas d'accident sont en général menées par un organisme différent pour garantir l'indépendance des investigations.

## Autorité par pays
| Pays             | Autorité                                                |
| ---------------- | ------------------------------------------------------- |
| Nations unies    | Organisation de l'aviation civile internationale (OACI) |
| Union européenne | Agence européenne de la sécurité aérienne (AESA) ,      |
| Allemagne        | Office fédéral allemand de l'aviation civile (LBA)      |
| Belgique         | Direction générale du Transport aérien (DGTA)           |
| Canada           | Transport Canada - Aviation Civile (TCAC)               |
| Chine            | Administration de l'aviation civile de Chine (CAAC)     |
| États-Unis       | Federal Aviation Administration (FAA)                   |
| France           | Direction générale de l'Aviation civile (DGAC)          |
| Royaume-Uni      | Civil Aviation Authority (CAA)                          |
| Suisse           | Office fédéral de l'aviation civile (OFAC)              |